# José Alirio Carrasco
José Alirio Carrasco, född 22 februari 1976, är en friidrottare från Colombia. Han deltog vid olympiska sommarspelen 2000 och olympiska sommarspelen 2004.